# Камчатская краевая научная библиотека имени С. П. Крашенинникова
Камча́тская краева́я нау́чная библиоте́ка им. С. П. Крашенинни́кова — библиотека в городе Петропавловске-Камчатском (Россия). Крупнейшая и старейшая библиотека Камчатского края. Основана в 1828 году. Книжные фонды насчитывают более 650 тыс. единиц хранения (2008).

## История
История библиотеки началась 30 апреля 1827 года, когда помощник начальника Камчатки Аркадий Васильевич Голенищев подал на рассмотрение Сибирского комитета записку, в которой предлагалось создание казённой библиотеки. 22 декабря 1827 года от комитета было получено согласие на основание библиотеки. 24 января (5 февраля) 1828 года император Николай I утвердил предложение, поставив на прошении резолюцию «согласен».
В списке литературы значились книги по естественно-научным направлениям (физика, технология, медицина), гуманитарным дисциплинам (педагогика, философия, история), искусству, точным наукам (математика). Особое внимание уделялось географии и истории Камчатки и Дальнего Востока: «Описание земли Камчатки» С. П. Крашенинникова, «Путешествие по Камчатке и Южной стороне Сибири» Ж. Б. Б. Лессепса, дневники русских путешественников и др.
В конце XIX века библиотека приобрела статус «Петропавловская библиотека окружного управления». В годы Октябрьской революции библиотека стала Центральной Петропавловской. В 1920 году фонды насчитывали около 1 тыс. В 1920—30-х годах фонды значительно увеличились. В 1937 году в них находилось 20 560 книг.
9 марта 1937 года Петропавловская городская библиотека преобразована в областную. Дальнейшее развитие библиотека получила с работой профессиональных библиотекарей, среди них: А. Т. Холодова, В. Н. Егорова (Шеходанова) — выпускники Ленинградского библиотечного института, Р. Р. Клявлин и Е. Ф. Заводнова — выпускники Московского библиотечного института.
Наряду с развитием как самостоятельного культурного учреждения библиотека функционировала и как методический центр библиотек области, число которых возросло с 30 (1950 год) до 97 (1960 год). Штат самой библиотеки возрос с 20 (1966 году) до 44 (1976 год), за 5 лет фонды увечились более чем в 2 раза (с 205 913 в 1970 до 427 825 в 1975 году). В 1980 году начало обслуживать читателей новое здание, рассчитанное на полмиллиона единиц хранения, в связи с увеличением фондов были образованы новые отделы.
21 ноября 1986 года областной библиотеке было присвоено имя Степана Петровича Крашенинникова.
На сегодняшний день библиотека является крупнейшим информационным и культурным центром края, число читателей насчитывает около 30 тыс. В фондах хранятся книги, различные виды периодических изданий, ноты, аудио-, видео-, грамзаписи, электронные носители информации. Ежегодно поступает около 1 тыс. периодических изданий.
Библиотека является членом Российской библиотечной ассоциации, Библиотечной ассоциации Камчатки.

## Фонды библиотеки
- Сектор редкой книги (13,4 тыс. экземпляров).
- Отдела иностранной литературы (10 тыс. экземпляров) — литература на английском, немецком, испанском, французском, японском, корейском и китайских языках.
- Американский центр.

Объём электронных баз данных насчитывает 306,1 тыс. записей.